# Svartkoraller
Svartkoraller (Antipatharia), även kallade svarta koraller eller taggkoraller, är en grupp djupvattenslevande koraller som växer främst i tropikerna, men återfinns även på grunt vatten i icke-tropiska klimat. Det finns runt 230 kända arter inom Antipatharia uppdelat i 42 släkten.
Svartkorallers levande vävnad är färgsprakande, och gruppen har istället fått namnet ifrån sina karaktäristiskt svarta eller mörkbruna skelett. Utstickande hos svartkoraller är också de tunna taggar som täcker skelettens yta, varefter de fått sitt engelska smeknamn little thorn coral. Svartkoraller står listat i Appendix II av Convention on International Trade in Endangered Species (CITES), vanligen också kallad Washingtonkonventionen.

## Livslängd
I mars 2009 publicerades en undersökning på djupvattenlevande (djup ~300 till 3 000 m) koraller över hela världen. Där upptäcktes att arter av två släkten av svartkoraller, Gerardia sp. och Leiopathes sp., tillhör de organismer på jorden som lever längst, omkring 4265 år. Forskningen visar också på att den radiella tillväxten var ungefär 4 till 35 mikrometer per år.